# Euphraise de Rostkov
Euphrasia officinalis subsp. rostkoviana
Sous-espèce
Classification APG III (2009)
L'Euphraise de Rostkov (Euphrasia officinalis subsp. rostkoviana anciennement Euphrasia rostkoviana) encore appelée Euphraise officinale ou Casse-lunettes est une plante herbacée annuelle de la famille des Scrofulariacées ou des Orobanchacées selon la classification phylogénétique.

## Description
C'est une petite plante poilue, ramifiée, semi-parasite, aux feuilles ovales dentées, aux fleurs blanches, à gorge jaune et lèvre supérieure lilas.

## Caractéristiques
- Organes reproducteurs:
  - Type d'inflorescence: racème d'épis
  - Répartition des sexes: hermaphrodite
  - Type de pollinisation: entomogame, autogame
  - Période de floraison: avril à octobre
- Graine:
  - Type de fruit: capsule
  - Mode de dissémination: épizoochore
- Habitat et répartition:
  - Habitat type: pelouses acidoclines médioeuropéennes, planitiaires-collinéennes, psychroatlantiques
  - Aire de répartition: eurasiatique

Données d'après: Julve, Ph., 1998 ff. - Baseflor. Index botanique, écologique et chorologique de la flore de France. Version : 23 avril 2004. 

## Classification
Les travaux récents permettent de rapprocher les Euphraises des Orobanches au sein de la famille des Orobanchacées

## Propriétés médicinales
Elle doit dès le XIVe siècle son nom de "Casse-lunettes" à ses supposées vertus ophtalmiques (conjonctivite, catarrhe) en lien avec la théorie des signatures : les veines pourpres et la marque jaune rappellent un œil injecté de sang.